# Peep Ilmet

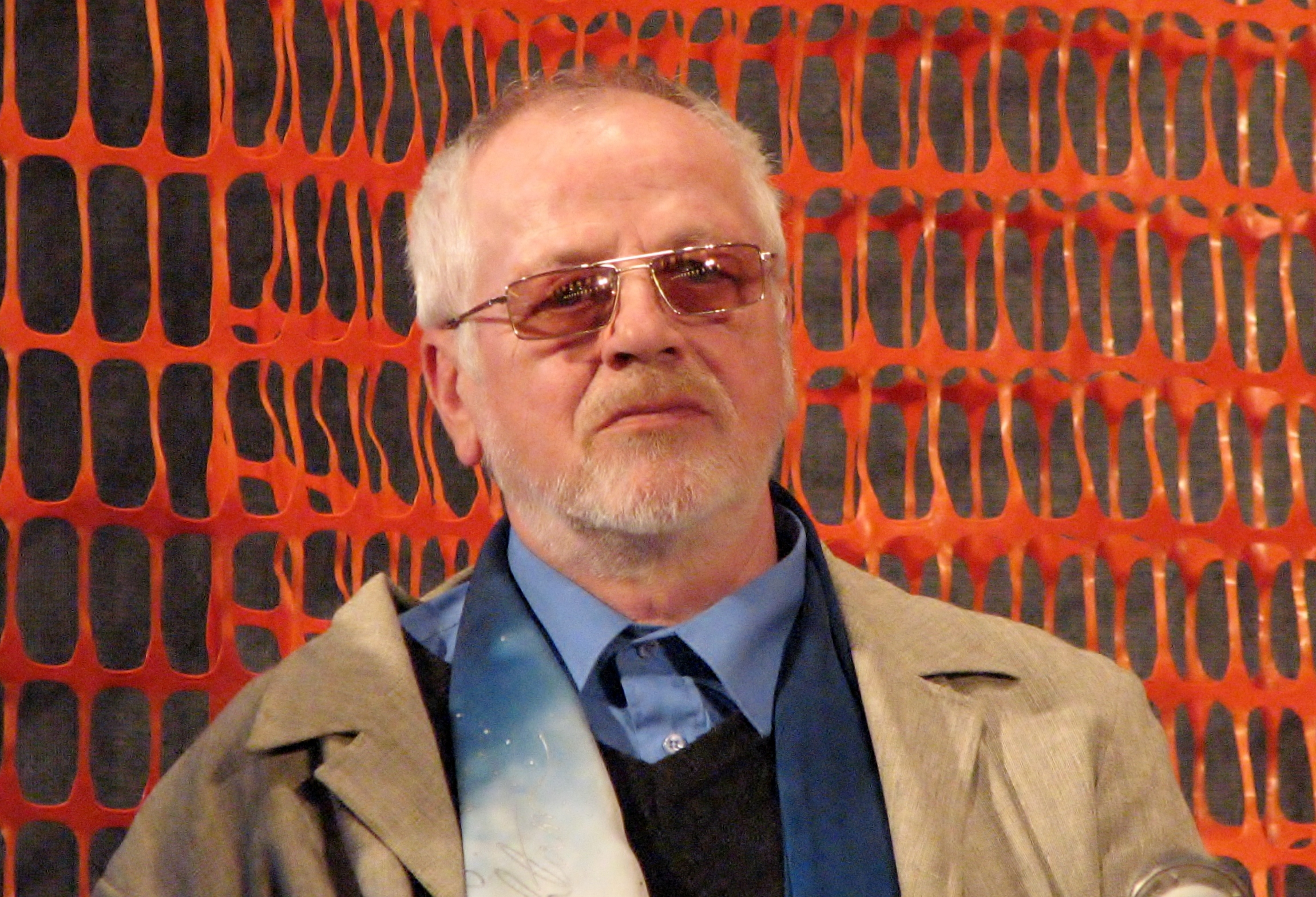
Peep Ilmet 2012 auf einem Literaturfestival
Foto: Ave Maria Mõistlik, 1. Juni 2012

Peep Ilmet (mit bürgerlichem Namen Peep Gorinov, * 30. Oktober 1948 in Palamuse) ist ein estnischer Dichter.

## Leben
Ilmet besuchte von 1956 bis 1964 die Grundschule in Avinurme und danach das Gymnasium in Nõo, wo er 1967 seine Reifeprüfung ablegte. Anschließend studierte er ein Jahr lang Raumordnung an der Estnischen Landwirtschaftsakademie und von 1970 bis 1972 an der Universität Tartu Geschichte. Von 1972 bis 1975 arbeitete er als Buchbinder und Restaurator in der Universitätsbibliothek Tartu. Vergleichbare Anstellungen hatte er auch von 1980 bis 1985 im Estnischen Kunstmuseum und von 1990 bis 1996 in einer Privatfirma. Zwischenzeitlich arbeitete er im Nationalpark Matsalu (1976 bis 1980) und als freiberuflicher Autor.
Peep Ilmet ist seit 1986 Mitglied des Estnischen Schriftstellerverbandes und lebt in Tallinn und Tapa. Er ist verheiratet mit der Übersetzerin und Verlegerin Krista Kaer.

## Werk
Ilmet war ein produktiver Autor der halb-offiziellen, halb im Untergrund erschienenen so genannten „Almanach-Literatur“ und debütierte offiziell 1977 mit Gedichten in der Zeitschrift Looming. Sein erstes Buch publizierte er 1980. Schon in diesem ersten Band brachte er eine eigene neue Gedichtform, das so genannte Liiving, nach dem estnischen Dichter Juhan Liiv. Dieser hatte die Form erstmals in seinem Gedicht Herbstwind verwendet. Ein Liiving besteht aus vier Zeilen mit dem Silbenschema x4x4x8x4 und dem Reimschema [aabc]:
Mure see must

lõgistab ust,

lauludest leegitseb leinu

kui ylaseid
Sorge so schwer

rüttelt die Tür,

aus Liedern flammt Trauer hervor

Wie Anemonen
Ilmets Dichtung ist von Beginn an mit den großen Namen der estnischen Lyriktradition verbunden worden, allen voran mit Juhan Liiv aber auch mit Karl Eduard Sööt, Ernst Enno, Henrik Visnapuu, Gustav Suits, Artur Adson oder Hendrik Adamson. Mit den beiden letzteren verbindet ihn vor allem seine Vorliebe für die Verwendung von Dialektwörtern. Ein weiteres Charakteristikum von Ilmets Dichtung ist die Verwendung des y, wo in der normalen Schriftsprache ü geschrieben wird.
Seine dritte Sammlung wurde auch in der Zeitschrift World Literature Today rezensiert, wo Ilmet als „one of the most individual of young Estonian poets“ charakterisiert wurde. Mehrere seiner Gedichtbände sind von Jüri Arrak illustriert, was in der Kritik als gelungene Ergänzung zu Ilmets Lyrik hervorgehoben wurde.
Peep Ilmet hat in bescheidenem Umfang auch Prosa verfasst, die in dem Band Erschienen aus dem Dämmer der Zeiten (1993) erschienen ist. Seine kurzen Texte sind in die Nähe der Kinderliteratur gerückt worden, aber auch mit den Erzählungen von Arvo Valton und Rein Põder verglichen worden.

## Übersetzungen
Von Peep Ilmet ist eine zweisprachige Gedichtsammlung mit englischen Übersetzungen erschienen: Linnamägi tuulte vallas. A Drumlin in the Wind. Tuulatud luuletusi 1973-1989. Tõlkinud/Translated by Krista Kaer. [Helsinki] 1989. 60 S. (Estonian kirjasto – Estonia raamatukogu 2).
Auf Deutsch liegt eine Kurzgeschichte vor, die ein bekanntes Motiv aus der estnischen Folklore aufgreift und passend in der Zeit der Singenden Revolution versetzt – nicht ohne abschließende Warnung jedoch, denn als der Text 1990 erschien, war der Ausgang der Singenden Revolution noch unsicher: „Noch ist nicht gekommen der Tag, an dem aus der Ferne, aus dem flimmernden Nebel am Horizont, wo Meer und Himmel miteinander verschmelzen, wo Schiffe und Vögel im Nichts verschwinden, wo die Winde unter dem Himmel entstehen und worauf sich der Menschheit ewige Sehnsüchte richten, tatsächlich das Weiße Schiff erscheint.“

## Bibliographie
- Tuulekanne ('Windgetragen'). Tallinn: Eesti Raamat 1980. 54 S.
- Tuuletee. Ajastaja ('Windweg. Timer'). Tallinn: Eesti Raamat 1982. 37 S.
- Tuul tuli ('Der Wind kam'). Tallinn: Eesti Raamat 1986. 77 S.
- Tuulatud luuletused ('Geworfelte Gedichte'). Tallinn: Eesti Raamat 1988. 134 S.
- Mõraseks mõistetud meel ('Brüchig gedachter Sinn') Tallinn: Eesti Raamat 1990 75 S.
- Ilmunud aegade hämarast ('Erschienen aus dem Dämmer der Zeiten'). Tallinn: Kupar 1993. 67 S.
- Tuuldunud luule ('Gelüftete Dichtung'). [Tallinn]: Varrak 1998. 180 S.
- Muigelsui ent tõsimeeli ('Schmunzelnd, aber ernsthaft'). Tallinn: Eeesti Keele Sihtasutus 2001. 114 S.
- Meilmail ('Bei unszulande'). Tallinn: Varrak s. a. 112 S.
- Sõõlatud luule ('Analysierte Dichtung')[12]. Tallinn: Eeesti Keele Sihtasutus 2013. 448 S.
- Aega on mu meelest ('Die Zeit ist mir entfallen'). s. l.: Varrak 2013. 77 S.

## Sekundärliteratur
- Andres Langemets: Luuletajat olla ei pruugi, aga ta juba on, in: Looming 2/1981, S. 291–294.
- Toomas Haug: Luulet isamaast ja inimeste maast, in: Keel ja Kirjandus 4/1981, S. 237–238.
- Sirje Kiin: Luuletajat olla ei pruugi, aga ta juba on, in: Looming 2/1983, S. 277–279.
- Kristiina Ross: Ilmet ise, in: Keel ja Kirjandus 1/1987, S. 59–60.
- Karl Martin Sinijärv: Tuulest toodud / Come with the wind, in: Looming 2/1990, S. 277–278.
- Peeter Künstler: Ilmet suhtelises tuulevaikuses, in: Looming 4/1992, S. 563–564.
- Mall Jõgi: Luuletaja kirjutab proosat, in: Looming 8/1993, S. 1144–1145.
- Peeter Künstler: Ürgnooruslik aegade hämarus, in: Keel ja Kirjandus 8/1993, S. 503–504.
- Aivo Lõhmus: Nostradamus? Ei, Ilmeti Peep!, in: Looming 9/1999, S. 1422–1424.
- Karl Martin Sinijärv: Oma köis ja oma lohin, in: Looming 10/2009, S. 1440–1441.
- Arno Oja: Ilmet annab ikka ilmet, in: Looming 11/2014, S. 1629–1631.